# Maria Manuela de Portugal
Maria Manuela de Portugal (Coimbra, 15 de outubro de 1527 – Valladolid, 12 de agosto de 1545), foi uma infanta portuguesa. Ela era a segunda filha do casamento de João III e Catarina de Áustria e a única filha do casal a chegar à adolescência. O seu único irmão sobrevivente, Príncipe João de Portugal, viria a falecer aos dezassete anos deixando como herdeiro o futuro rei D. Sebastião. 

## Biografia
Nascida na cidade de Coimbra, Maria Manuela foi a segunda dos nove filhos nascidos do casamento entre João III de Portugal e Catarina de Áustria.
Sua educação foi largamente influenciada pela sua mãe, pela profunda piedade e devoção desta aos sacramentos católicos e pelas expetativas de matrimónio e sucessão a que estava destinada como princesa real. Assim, ainda criança, seria prometida por seus pais ao herdeiro de Carlos V, o Príncipe das Astúrias, futuro Filipe II de Espanha & I de Portugal. O casamento teve lugar a 14 de novembro de 1543.
A  8 de julho de 1545, Maria deu à luz seu único filho, o Infante Carlos, morrendo alguns dias depois, sem chegar a ser coroada rainha da Espanha. Ela foi enterrada em 30 de março de 1549 na Capela Real de Granada, e posteriormente trasladada para o Panteão dos Infantes da Cripta Real do Mosteiro do El Escorial.